# Club Unión Aconquija
El Club Unión Aconquija es una institución deportiva de la localidad de Aconquija (también conocida como Las Estancias) del departamento Andalgalá, en la Provincia de Catamarca, Argentina.
Fue fundado el 20 de junio de 1989, obteniendo la Personería Jurídica N° 200 el 2 de marzo de 1991 y su principal actividad es el fútbol, donde desde 2018 participa en el Torneo Regional Federal Amateur.
Cuenta con un predio con estadio para 3000 espectadores.
Sin embargo, para el Torneo Federal A 2014 hizo de local en el estadio de Tiro Federal de Andalgalá, que está ubicado en el llano. Para el Torneo Federal A 2015 el estadio en Las Estancias fue habilitado.
El club forma parte de la Liga Andalgalense de Fútbol.

## Historia
En el año 2012, tras una serie de participaciones en el Torneo del Interior, el Consejo Federal decidió invitar al club junto a otros 33 al Torneo Argentino B. En esa primera aparición Unión compitió frente a otros equipos del Noroeste, pero en una zona diferente a los demás equipos de la provincia. En 26 fechas obtuvo 50 puntos que lo dejaron en el primer lugar. En segunda fase, donde compartió grupo con Atlético Policial, Concepción FC y Unión de Villa Krause, no logró mantener los buenos resultados, perdiendo cinco de los seis encuentros, terminando su participación ganándole al cuadro sanjuanino.
En el siguiente torneo Unión Aconquija se clasifica en cuarta posición, logrando alcanzar nuevamente la segunda fase. En esta fase se ubica primero de grupo obteniendo seis triunfos, tres empates y solo una caída ante San Lorenzo de Alem. En tercera fase vence a Sol de América de Formosa por un global de 3-1, y avanza luego a la quinta ronda tras vencer en los penales a Camioneros. Pierde la final por el ascenso ante Gimnasia y Esgrima de Mendoza por un global de 3-1. A pesar de esto, el club obtuvo el ascenso gracias a una invitación al Torneo Federal A 2014 con el fin de regionalizar la competencia y hacerla más federal. 
En el Federal A iguala en la tabla con Central Córdoba de Santiago del Estero, por lo que se llevó a cabo un partido de desempate, el cual dio por vencedor al cuadro santiagueño en el tiempo suplementario con un marcador de 3-2. Nuevamente el cuadro catamarqueño quedaba a las puertas de un ascenso. Tras vencer a Chaco For Ever con un global de 1-0, sus ilusiones de ascenso se acaban luego de perder ante Atlético Paraná por 5-2.
En el Torneo Federal A 2015 termina segundo de grupo detrás de Juventud Antoniana e igualado en puntos con San Martín de Tucumán. En el tetradecagonal termina en cuarta posición a 11 puntos del campeón Talleres, y obtiene la clasificación a la Copa Argentina 2015-16. En busca del ascenso, tras ganarle a Cipolletti, pierde en sexta fase ante quién obtendría el pase a la Primera B Nacional, Juventud Unida Universitario.
En el Torneo Federal A 2016 Unión obtiene 26 de los 36 puntos posibles en Primera Fase, ubicándose como líder de su zona. Llega a la final por el ascenso luego de vencer a Concepción FC, Club Ferro Carril Oeste (General Pico) y Juventud Antoniana. En la final ante San Martín de Tucumán el club de Las Estancias fue derrotado en un global de 4-2, desaprovechando una nueva oportunidad de llegar a la B Nacional. 
En el Torneo Federal A 2016-17 termina en segundo lugar de su zona dos puntos por detrás de Mitre de Santiago del Estero. En la segunda fase termina sexto de nueve equipos, clasificando a la reválida, en la que es derrotado 1-0 por Chaco For Ever.
En la última edición comenzaron los problemas para el club a nivel económico e institucional. Dichos problemas se reflejaron en la última posición del equipo en su zona, obteniendo solo un triunfo en 18 partidos, y anotando 7 goles. En la reválida obtiene solo 10 puntos en 10 partidos, ubicándose quinto de seis equipos, con dos triunfos, dos empates y cuatro caídas. Estos números condenaron al club al descenso al Torneo Regional Federal Amateur. Su último partido en la tercera división del fútbol argentino fue el 24 de marzo ante Deportivo Maipú, partido que culminó 2-2. El club por razones económicas renunció a participar de dicho torneo, por lo que en 2019 retornará a la Liga Andalgalense de Fútbol.

### Copa Argentina
Su participación en la Copa Argentina 2012-13 se ve rápidamente finalizada luego de caer en una larguísima tanda de penales ante Mitre de Salta. En el certamen 2013-14 el equipo vence a Defensores de la Boca de La Rioja y a Deportivo Tabacal pero es vencido en tercera ronda por el co-provinciano Club Sportivo Villa Cubas. En la Copa Argentina 2014-15 vence a San Lorenzo de Alem en primera instancia, pero luego es derrotado por Andino de La Rioja. En la siguiente edición vence en un global de 5-1 al co-provinciano San Lorenzo de Alem, avanzando al cuadro final. Allí se midió con Quilmes, remontando el partido y venciendo en los penales. Este triunfo significó además un premio de $459.000 para el club. En dieciseisavos arranca ganando pero finalmente cae 3-1 ante Unión de Santa Fe. Desde esta participación no volvió a ingresar al cuadro. En la siguiente edición cayó en fase previa ante Mitre de Santiago del Estero.

## Actividades
El club presenta equipos en los siguientes deportes:
- Fútbol profesional masculino
- Fútbol femenino
- Fútbol infantil

## Instalaciones
El club cuenta con un predio en el que se encuentra la cancha central con capacidad para 3000 espectadores y una cancha alternativa para el entrenamiento.
Además tiene un complejo institucional con gimnasio, comedor y habitaciones acondicionadas para albergar a los jugadores que militan en la Liga Andalgalense de Fútbol.

## Uniforme
| Período        | Proveedor                           |
| -------------- | ----------------------------------- |
| 1982–2008      | Municipalidad de Andalgalá          |
| 2008–2010      | Liderar Seguros                     |
| 2010–2012      | Municipalidad de Andalgalá          |
| 2012–2016      | Gobierno de Catamarca               |
| 2016– Presente | Noroeste Dental/Ciudad de Catamarca |

| Período       | Proveedor        |
| ------------- | ---------------- |
| 1980–1998     | Adidas           |
| 1999–2006     | Meridian         |
| 2006–2013     | Patagoonik       |
| 2014          | Atlantic Sport's |
| 2015          | Patagoonik       |
| 2016          | Joma             |
| 2016-presente | Adhoc            |

## Jugadores

### Plantel 2017/18
- Actualizado a diciembre de 2018

- Los equipos argentinos están limitados por la AFA a tener en su plantel de primera división un máximo de cuatro futbolistas extranjeros.

## Logros
- 2014: Invitados al Torneo Federal A
- 2012: Liga Andalgalense de Fútbol